# Illinois (canción)
Illinois es el himno regional (o canción estatal) del estado estadounidense de Illinois. Fue escrita alrededor de 1890 por el veterano de la Guerra Civil Charles H. Chamberlin, las estrofas se basaron en la melodía de «Baby Mine», una canción popular compuesta en 1876 por Archibald Johnston.  «Illinois» se convirtió en la canción estatal por una ley de la 54.ª Asamblea General de Illinois en 1925.

## Historia
La canción se compuso durante la exitosa campaña, que concluyó en abril de 1890, para que la Exposición Mundial Colombina de 1893 se celebrara en Chicago. Estaba destinada a ser interpretada por el coronel O.B. Knight, amigo de Chamberlin, en Illinois y Washington D. C. como apoyo a la candidatura de Illinois como sede de la feria.
Walter Howe Jones, director de la Escuela de Música de la Universidad de Illinois entre 1895 y 1901, adaptó la letra de la canción a su propia música para voces masculinas en 1901. Su versión se publicó en varios cancioneros del campus, pero no se usó ampliamente.
En 1925, Florence Fifer Bohrer, de Bloomington, hija del gobernador Joseph W. Fifer y primera senadora del estado de Illinois, presentó el proyecto de ley que convertía "Illinois", con la melodía de Johnston, en la canción oficial del estado. El proyecto de ley se aprobó el 30 de junio de 1925.
El coronel Armin F. Hand de Chicago compuso una versión estilizada de la canción titulada "Governor's March (Illinois)" para banda de música en 1935 y la dedicó al gobernador Henry Horner. En 1949, la banda de fútbol americano de la Universidad de Illinois, Marching Illini, dirigida por Everett Kisinger, adaptó esta marcha como su "Entrada n.º 3" antes de cada partido en casa. Fue revisada por James Curnow en 1972.
Además de los cuatro versos originales de la letra, el cantante folk Win Stracke escribió dos más en 1966 para el Sesquicentenario de Illinois de 1968. Al mismo tiempo se publicó un arreglo para banda de música de John Warrington.
En 2018, la Cámara de Representantes de Illinois aprobó la HR 184, una resolución que fomenta la interpretación de "Illinois" en eventos gubernamentales, ceremonias de graduación y otros eventos en universidades estatales. La resolución fue redactada por el autor de Chicago Stan "Tex" Banash y presentada por el representante estatal Michael P. McAuliffe.

## Letra

### Eninglés:
En la segunda parte, los versos escritos por Win Stracke en 1966:

By thy rivers gently flowing, Illinois, Illinois,
O'er thy prairies verdant growing, Illinois, Illinois,
Comes an echo on the breeze.
Rustling through the leafy trees, and its mellow tones are these, Illinois, 
Illinois,
and its mellow tones are these, Illinois.

From a wilderness of prairies, Illinois, Illinois,
Straight thy way and never varies, Illinois, Illinois,
Till upon the inland sea,
Stands thy great commercial tree, turning all the world to thee, Illinois, 
Illinois,
Turning all the world to thee, Illinois.
Turning all the world to thee, Illinois.
When you heard your country calling, Illinois, Illinois,
Where the shot and shell were falling, Illinois, Illinois,
When the Southern host withdrew,

Pitting Gray against the Blue, there were none more brave than you,
Illinois, Illinois,
There were none more brave than you, Illinois.
There were none more brave than you, Illinois.

Not without thy wondrous story, Illinois, Illinois,
Can be writ the nation's glory, Illinois, Illinois,
On the record of thy years,
Abraham Lincoln's name appears, Grant and Logan, and our tears, 
Illinois, Illinois,
Grant and Logan, and our tears, Illinois.
Grant and Logan, and our tears, Illinois.
Eighteen-eighteen saw your founding, Illinois, Illinois,
And your progress is unbounding, Illinois, Illinois,
Pioneers once cleared the lands,
Where great industries now stand. World renown you do command, Illinois, 
Illinois,
World renown you do command, Illinois.
World renown you do command, Illinois.

Let us pledge in final chorus, Illinois, Illinois
That in struggles still before us, Illinois, Illinois
To our heroes we'll be true,
As their vision we pursue. In abiding love for you, Illinois, Illinois.
In abiding love for you, Illinois.
In abiding love for you, Illinois.

### Enespañol:
Junto a tus ríos que fluyen suavemente, Illinois, Illinois,
Sobre tus praderas que crecen verdes, Illinois, Illinois,
Viene un eco en la brisa.
Susurrando a través de los árboles frondosos, y sus tonos suaves son
estos, Illinois, Illinois,
y sus tonos suaves son estos, Illinois.

Desde un desierto de praderas, Illinois, Illinois,
Recto tu camino y nunca
varía, Illinois, Illinois,
Hasta que en el mar interior,
Se yergue tu gran árbol comercial , Volviendo todo el mundo hacia ti, Illinois,
Illinois,
Volviendo todo el mundo hacia ti, Illinois.
Volviendo todo el mundo hacia ti, Illinois.
Cuando oíste a tu país llamar , Illinois, Illinois,
Donde caían los disparos y los proyectiles, Illinois, Illinois,
Cuando el ejército del Sur se retiró ,
Enfrentando a los grises contra los azules , no hubo nadie más valiente
que tú, Illinois, Illinois,
No hubo nadie más valiente que tú, Illinois.
No hubo nadie más valiente que tú, Illinois.

No sin tu maravillosa historia, Illinois, Illinois,
Puede escribirse la gloria de la nación, Illinois, Illinois,
En el registro de tus años, Aparece el nombre de
Abraham Lincoln , Grant y Logan , y nuestras lágrimas, Illinois, Illinois,
Grant y Logan, y nuestras lágrimas, Illinois.
Grant y Logan, y nuestras lágrimas, Illinois.
Dieciocho dieciocho vio tu fundación, Illinois, Illinois,
y tu progreso es ilimitado, Illinois, Illinois,
pioneros una vez limpiaron las tierras,
donde ahora se encuentran grandes industrias. Renombre mundial
dominas, Illinois, Illinois,
renombre mundial dominas, Illinois.
Renombre mundial dominas, Illinois.

Juremos en coro final, Illinois, Illinois,
que en las luchas que aún nos esperan, Illinois, Illinois,
a nuestros héroes seremos fieles,
como su visión perseguimos. Con amor perdurable por ti, Illinois, Illinois.
Con amor perdurable por ti, Illinois.
Con amor perdurable por ti, Illinois.